# Huamantla (stad)
Huamantla is een stad in de Mexicaanse deelstaat Tlaxcala. Huamantla heeft ongeveer 47.286 inwoners (census 2005) en is de hoofdplaats van de gemeente Huamantla.
De stad werd gesticht in 1534. In oktober 1847, tijdens de Mexicaans-Amerikaanse Oorlog, vond hier de slag bij Huamantla plaats.
De stad is een belangrijke plaats in het stierenvechten. In de omgeving van de stad worden stieren gefokt die bij gevechten en elk jaar vindt er een festival plaats waarbij de stieren door de straten worden gejaagd (à la Pamplona). In Huamantla bevindt zich dan ook een stierenvechtmuseum. Eveneens befaamd is de paasviering van Huamantla, waarbij de straten worden versierd met tapijten van gekleurd zaagsel.

## Geboren in Huamantla
- 1776: José Manuel de Herrera, onafhankelijkheidsstrijder en minister van Buitenlandse Zaken
- 1966 - 2020: Miguel Arroyo, wielrenner